# Vassar Clements
Pour les articles homonymes, voir Clements.
Vassar Clements (né le 25 avril 1928 et mort le 16 août 2005) est un violoniste virtuose américain, spécialiste de la musique bluegrass. 

## Biographie
Vassar Clements est né le 25 avril 1928 ; les sources divergent quant à son lieu de naissance : soit Kinard en Floride, soit Kinards en Caroline du Sud. Quoi qu'il en soit, il a passé son enfance dans la ville de Kissimee en Floride.
Clements a commencé le violon à l'âge de 7 ans. La première chanson qu'il a apprise était There's an Old Spinning Wheel in the Parlor.  Il a commencé sa carrière musicale à l'âge de 14 ans quand il s'est associé à Bill Monroe, et plus tard a rejoint officiellement le groupe Blue Grass Boys où il est resté pendant sept années.
En 1957, il intègre un groupe de Jim and Jesse McReynolds où il est resté jusqu'en 1962. En 1967, il est revenu à Nashville où il est devenu un musicien de studio très recherché.
Au milieu des années 60, il a travaillé comme plombier au centre spatial Kennedy en Floride. Il a été aussi employé de Georgia paper mill, aiguilleur pour l'Atlantic Coast Line Railroad. Il a également  vendu des assurances, tenu une boutique.
En 1971, il  rencontre le guitariste Norman Blake et enregistre Aereo-Plain, un album de « newgrass » qui a aidé à relancer le genre.
En 1972 il participe aux sessions historiques de l'album "Will the Circle Be Unbroken" de Nitty Gritty Dirt Band, auquel ont participé les plus grandes vedettes historiques du bluegrass et de la country-western: parmi lesquels Roy Acuff, Mother Maybelle Carter, Doc Watson, Earl Scruggs, Merle Travis, Bashful Brother Oswald, Norman Blake, Jimmy Martin. La participation de Vassar Clements à cet album lui permet d'accéder à un plus large public, et l'amènera à jouer avec de nombreux musiciens hors de son domaine d'origine.
De juin 1973 à avril 1974, il remplace Richard Greene dans le groupe Old and in the Way formé par Jerry Garcia, avec David Grisman, Peter Rowan et John Kahn..
Pendant ses 50 ans de carrière, il a joué sur plus de 2000 albums et a collaboré avec de nombreux artistes : Woody Herman, le Nitty Gritty Dirt Band, Grateful Dead, Linda Ronstadt,  Paul McCartney  et the Monkees.
Son dernier album, Livin' With the Blues, sorti en 2004, accueille de nombreux invités comme Elvin Bishop, Norton Buffalo et Maria Muldaur.
En 2005, il a reçu un Grammy Award pour Earl's Breakdown avec le Nitty Gritty Dirt Band.
Il est mort le 16 août 2005 à l'âge 77 ans d'une métastase cérébrale d'un cancer du poumon.

## Liens Externes
- Legendary Fiddler Vassar Clements Dead at Age 77
- Fiddler virtuoso Vassar Clements dead at 77
- Site sur Vassar Clements
- (Blue)grass effort, Southgate Mall event this weekend
- Legendary Fiddler Vassar Clements Dies at 77